# The Flying Scotsman
The Flying Scotsman è un film del 1929 diretto da Castleton Knight.

## Trama
Un giovane fuochista di nome Jim si innamora di una giovane ragazza sul Flying Scotsman, figlia del macchinista della locomotiva. Il fuochista sta sostituendo Crow, il fuochista precedente licenziato per essersi ubriacato sul lavoro. Però, Crow sta pianificando la sua vendetta.

## Produzione
Il film è stato prodotto con la collaborazione della London & North Eastern Railway, che ha lasciato utilizzare alla troupe di produzione la loro locomotiva di punta della ferrovia Flying Scotsman e la linea ad anello di Hertford. La locomotiva venne utilizzata a scopi promozionali, vista la sua apparizione alla British Empire Exhibition, tenutasi tra il 1924 e il 1925, e i suoi numerosi record di velocità. Ai tempi della registrazione, era tecnicamente una locomotiva Classe A1 (venne riportato alla forma originale Classe A3 nel 1947).

## Distribuzione
Il film venne distribuito in Regno Unito nel maggio del 1929. A marzo 1930 gli venne aggiunto il sonoro. Il film venne restaurato digitalmente e distribuito in DVD nel 2011.